# Маячківський заказник
Мая́чківський заказник — ландшафтний заказник місцевого значення в Україні. Розташований у межах Нехворощанської сільської громади Полтавського району Полтавської області біля села Маячка, на правому березі річки Оріль. Також охоплює кв. 36-41 Новосанжарського лісництва.
Площа 1436,3 га. Статус присвоєно згідно з рішенням Полтавської облради від 27.10.1994 року, площу розширено рішенням від 14.01.02. Перебуває у віданні Маячківської сільської ради (765,5 га) та ДП «Новосанжарський лісгосп» (670,8 га).
Статус присвоєно з метою охорони та збереження у природному стані заплави річки Оріль із галофітними луками та лісовими насадженнями вільхи чорної, сосни звичайної із домішкою дуба звичайного.
На засолених луках зростають ситник Жерара, осока віддаленоколоскова, кульбаба бессарабська, конюшина суницевидна, покісниця розставлена, лисохвіст здутий, скорзонера роздільнолиста, кермек південнобузький, солончакова айстра звичайна.